# Dolichopus latilimbatus
Dolichopus latilimbatus är en tvåvingeart som beskrevs av Macquart 1827. Dolichopus latilimbatus ingår i släktet Dolichopus och familjen styltflugor. Arten är reproducerande i Sverige. Inga underarter finns listade i Catalogue of Life.